# Semabehdet

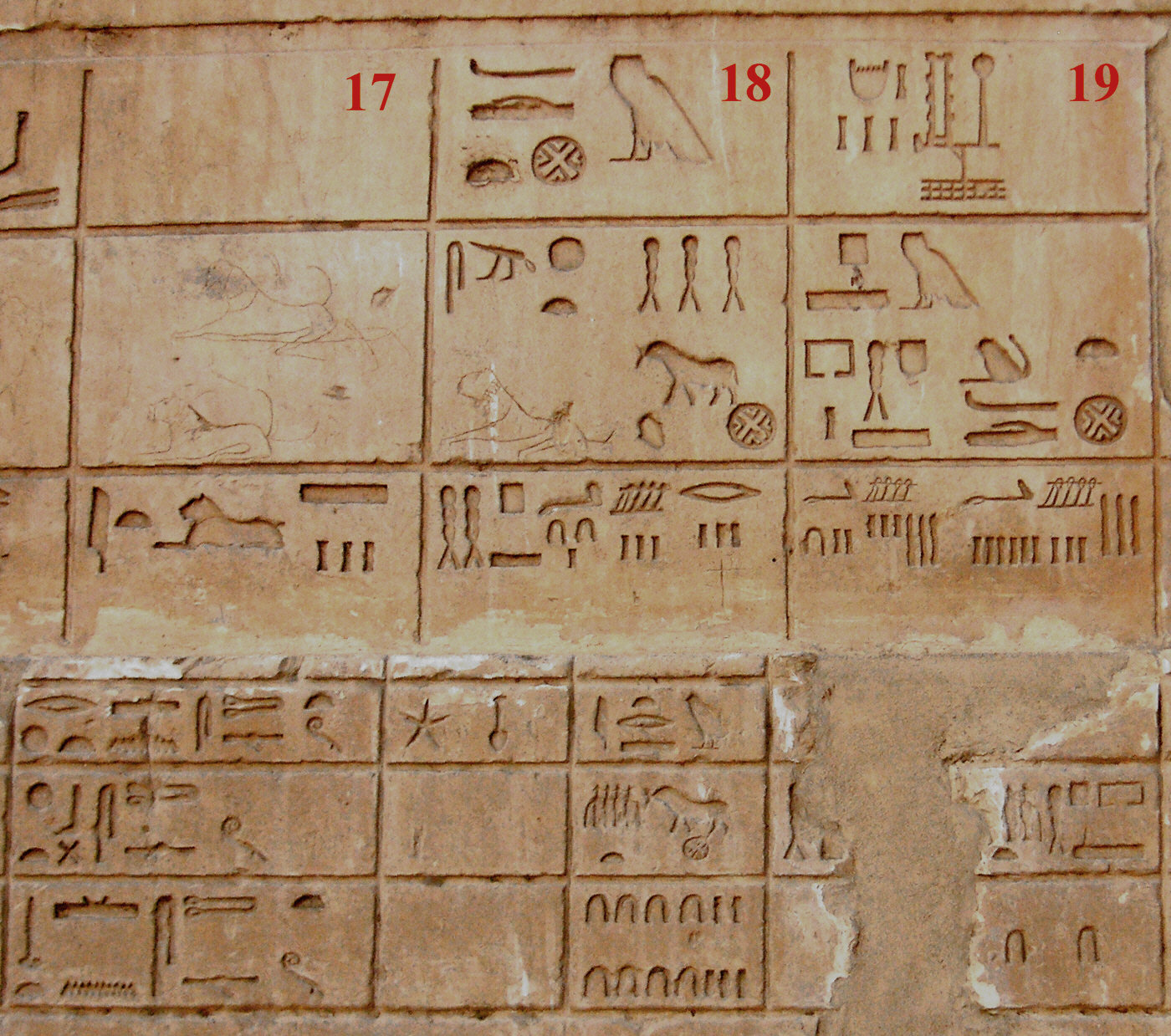
Semabehdet, län 17, på "Vita kapellets" vägg i Karnak.

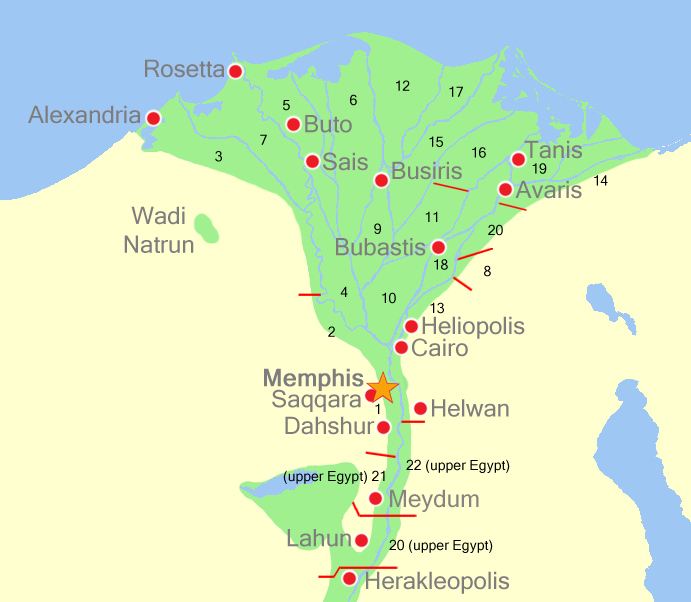
Lägeskarta över nomoi i Nedre Egypten.

Semabehdet ("Tronen", även Behdet) var ett av de 42 nomoi (länen) i Forntida Egypten.
| F18 · D46 | X1 · O49 · R12 · N24 |

Semabehdet med hieroglyfer

## Geografi
Semabehdet var ett av de 20 nomoi i Nedre Egypten och hade nummer 17.
Länets storlek går ej att utläsa, vanligen var länen cirka 30–40 km långa och ytan beroende på Nildalens bredd eller öknens början. Ytan räknades i cha-ta (1 cha-ta motsvarar 2,75 ha) och längden räknades i iteru (1 iteru motsvarar 10,5 km).
Niwt (huvudorten) var Semabehdet/Diospolis inferior (dagens Tell el-Balamun) och den övriga större orten var Anpet-djedet/Thumis (dagens Tell El-Timai). Thumis blev länets huvudort under den grekisk-romerska perioden.

## Historia
Varje län styrdes av en nomark som officiellt lydde direkt under faraon.
Varje Niwt hade ett Het net (tempel) tillägnad områdets skyddsgud och ett Heqa het (nomarkens residens).
Länets skyddsgud var Horus och bland övriga gudar dyrkades främst Amon.
Idag ingår området i guvernementet Alexandria.